# Путшайд (комуна)
Путшайд (люксемб. Pëtscht, фр. Putscheid, нім. Putscheid) — комуна Люксембургу. Входить до складу кантону Віанден в окрузі Дикірх.

## Географія
Площа території комуни становить 27,13 км² (28-е місце за цим показником серед 116 комун Люксембургу).
Висота найвищої точки комуни над рівнем моря складає 542 метрів (6-е місце за цим показником серед комун країни), найнижчої — 226 метрів (42-е місце).

## Демографія
Станом на 2011 рік на території комуни мешкало 974 ос.
Динаміка чисельності населення:

## Адміністративний поділ
До складу комуни входять такі поселення:
| Поселення      | Населення за даними переписів: | Населення за даними переписів: | Населення за даними переписів: |
| Поселення      | на 31.03.1981                  | на 01.03.1991                  | на 15.02.2001                  |
| -------------- | ------------------------------ | ------------------------------ | ------------------------------ |
| Бівельс        | 85                             | 83                             | 74                             |
| Гралінген      | 84                             | 99                             | 132                            |
| Мершайд        | 86                             | 90                             | 96                             |
| Нахтмандершайд | 60                             | 65                             | 66                             |
| Путшайд        | 27                             | 27                             | 35                             |
| Штользембург   | 147                            | 167                            | 170                            |
| Вайлер         | 111                            | 126                            | 143                            |